# Animal Crossing: City Folk
Animal Crossing: City Folk (街へ行こうよ どうぶつの森, Machi e ikō yo: Dōbutsu no mori), também conhecido na região PAL como Animal Crossing: Let's Go to the City, é um jogo eletrônico da série Animal Crossing, desenvolvido pela Nintendo para o Wii. O jogo foi oficialmente anunciado na E3 2008 em 15 de julho de 2008. A Nintendo logo depois anunciou as datas de lançamento do jogo de 16 de novembro de 2008 para a América do Norte e 5 de dezembro de 2008 para a Europa. No Japão o jogo foi lançado quatro dias depois do lançamento na América do Norte.

## Jogabilidade
A jogabilidade de Animal Crossing: City Folk foi construída com base nos outros títulos da série. O ponteiro do Wii Remote é utilizado como comando de aparelhos de mão, como varas de pescar ou redes de caçar insetos. No jogo os jogadores moram em casas separadas, diferente do Animal Crossing: Wild World, no qual os jogadores dividiam a mesma casa. City Folk traz ainda a total personalização das roupas.
Os jogadores poderão celebrar eventos como se estivessem no mundo real, como o Natal, Ações de Graças, Páscoa e Halloween.

### Cidade
A cidade é uma nova área adicionada ao jogo, que pode ser visitada de ônibus. A cidade inclui diversas lojas.

### Conectividade online
Animal Crossing: City Folk foi o primeiro jogo a utilizar o acessório Wii Speak, um microfone que permite comunicação de voz através da Nintendo Wi-Fi Connection. Com ele, todas as pessoas na sala do jogo que estiverem com o acessório poderão se comunicar. O jogo ainda dispõe de suporte a teclados USB para troca de mensagens.
Os jogadores podem ainda enviar itens para amigos, ver o progresso de outros jogadores, além de fazer downloads adicionais, que incluem novos itens como móveis.
O jogo tem suporte a conectividade com o Nintendo DS. Jogadores de Wild World podem enviar seus personagens para City Folk e o portátil pode ser usado para transportar personagens de City Folk a outras cópias do jogo.

#### Conteúdo adicional (DLC)
Desde dezembro de 2008, a Nintendo oferece periodicamente aos usuários conectados ao WiiConnect24 itens exclusivos comemorativos de datas especiais, que variam de acordo com a região. Nas Américas, a distribuição foi iniciada em março de 2009 com um chapéu vermelho de Pikmin. 